# Cursești-Deal, Vaslui
Cursești-Deal este un sat în comuna Pungești din județul Vaslui, Moldova, România.

#### Generalități
Situată în nordul județului, localitatea este atestată documentar în secolul XV. Localitatea Cursești este parte componentă a comunei Pungești, aflându-se la aproximativ 37 de kilometri depărtare de municipiul reședință de județ. Pănă în anul 1968 pe teritoriul actual al comunei Pungești au existat două comune, una dintre acestea fiind comuna Cursești care cuprindea satele Cursești Deal, Cursești Vale, Toporăști și Rapșa. Comuna și-a modificat statutul o dată cu noua reorganizare teritorială a României. Până în sec.XIX pe locul actual a satului Cursești Deal nu a fost nimic. De abia în sec. XIX boierul Sofronie a adus oameni ca forță de muncă de prin alte părți ale țării cărora le-a dat loc de casă și s-a întemeiat așa numitul sat Sofronești devenit mai târziu Cursești Deal, luându-și numele de la satul de răzeși atestat de la 1437. Până la ultima împărțire a moșiei răzășești din 1816, când Mâțeștii au vândut partea lor, terenul respectiv unde este acum satul, aparținea răzeșilor din Cursești ca parte componentă a moșiei răzășești avută din veac. Actualul sat Cursești Vale, este singurul sat răzășesc de prin partea locului. Jumătatea cealaltă a moșiei a rămas familiei Petrilă, familie care își are și azi urmași în satul respectiv și prin țară. Ca un loc de luare aminte pentru fosta familie boierească Sofronie a rămas în satul Cursești Deal (fost Sofronești) o biserică ortodoxă construită trainic din cărămidă roșie. Pentru o mai bună înțelegere a lucrurilor recomand citirea volumului Valea Racovei scris de excelentul cercetător Dan Ravaru.

#### Atestare documentară
Pentru satul Cursești Deal deocamdată nu există nici un act de atestare documentară. A purtat de-a lungul timpului mai multe nume dintre care Cursești Mănăstire, Sofronești și de abia în secolul XX a fost redenumit Cursești Deal după numele vechiului sat răzășesc Cursești cu care se învecinează și care în acest context a devenit Cursești Vale. Despre satul răzășesc Cursești Vale există documente de atestare descrise de Gh.Ghibănescu (în Surete și izvoade) și Dan Ravaru în cartea Valea Racovei  
Primul document în care apare numele de Cursești (Cursec) este datat 15 mai 1437, într-un act prin care domnitorii Moldovei de la acea vreme, Ilie Voievod (Suceava) și Ștefan Voievod (Vaslui) - Țara Moldovei având două capitale - îi acordă mai multe proprietăți lui Pan Tofan, și anume cinci sate: „De aceea, în noi văzând dreapta și credincioasa lui slujbă către noi, l-am miluit cu deosebita noastră milă și i-am întărit drept credincioasa sa slujenie, 5 sate pe Racova, anume: Pungești, unde este casa lui, alt sat mai sus, Gircinești, un alt sat Lucești, al patrulea sat unde este Cursec, al cincilea sat unde a fost Văratecul lor vechi, din veac“.

#### Personalitățile satului
În satul Cursești, și-a desfăașurat activitatea scriitorul Ioan Adam, unul dintre primii prozatori români.
Vasile Mitru este un învațător din Cursești, poet, culegător de folclor și erou al Primului Război Mondial. Scriitorii Constantin Hușanu și Ioan Mititelu precum și  caricaturistul Nicolae Viziteu.